# Atlantisch orkaanseizoen 1730-1739
Hoewel data niet voor iedere voorgekomen storm beschikbaar zijn uit het Atlantisch orkaanseizoen 1730-1739, waren sommige delen van de kustlijn bevolkt genoeg om betrouwbare gegevens te verzamelen over de waargenomen orkanen. Elk seizoen was een jaarlijkse cyclus van tropische cycloon-formaties in de Atlantisch stroomgebied. De meest tropische cycloonformaties vonden plaats tussen 1 juni en 30 november.

## Stormen
| Jaar | Locatie                | Datum       | Dodental                        | Schade/Opmerkingen                                         |
| ---- | ---------------------- | ----------- | ------------------------------- | ---------------------------------------------------------- |
| 1730 | Jamaica                | 1 september | onbekend                        | 1 schip verloren waarbij de ex-president van Panama omkwam |
| 1731 | Windward Passage       | 24 juni     | 1+                              | 2 schepen verwoest                                         |
| 1733 | Bahama's, Florida Keys | 15 juli     | 56                              | onbekend                                                   |
| 1737 | Dominicaanse Republiek | 9 september | Verschillende mensen verdronken | Veel schepen verwoest                                      |